# كوفي شولتس
كوفي شولتس (بالألمانية: Kofi Schulz)‏ هو لاعب كرة قدم ألماني في مركز ظهير ‏، ولد في 21 يوليو 1989 في برلين في ألمانيا. لعب مع نادي أوردينغن 05 ونادي سانت غالن.

## وصلات خارجية
- كوفي شولتس على موقع قاعدة بيانات كرة القدم.إي يو (الإنجليزية)
- كوفي شولتس على موقع بيانات كرة القدم. دي إي (الألمانية)
- كوفي شولتس على موقع Soccerway.com (الإنجليزية)
- كوفي شولتس على موقع عالم كرة القدم.نت (الإنجليزية)